# Ягодный (Лунинский район)
Я́годный — посёлок в Лунинском районе Пензенской области. Входит в состав Ломовского сельсовета.

## География
Посёлок расположен в северной части Пензенской области, на расстоянии примерно 26 км (по прямой) к северо-востоку от Лунино, административного центра района.

### Часовой пояс
Посёлок Ягодный, как и вся Пензенская область, находится в часовой зоне МСК (московское время). Смещение применяемого времени относительно UTC составляет +3:00.

## Население
| 1926 | 1930 | 1959 | 1979 | 1989 | 1996 | 2002 |
| ---- | ---- | ---- | ---- | ---- | ---- | ---- |
| 12   | ↗220 | ↗301 | ↘146 | ↘85  | ↘69  | ↘56  |
| 2010 |      |      |      |      |      |      |
| ↘36  |      |      |      |      |      |      |

### Национальный состав
Согласно результатам переписи 2002 года, в национальной структуре населения русские составляли 100 % из 56 чел.